# 1964年10月1日国鉄ダイヤ改正
1964年10月1日国鉄ダイヤ改正（1964年10月1にち こくてつダイヤかいせい）では、日本国有鉄道（国鉄）が1964年（昭和39年）10月1日に実施したダイヤ改正について記す。この改正で東海道新幹線が開業した。

## ダイヤ改正の背景
1950年代に日本は高度経済成長に突入し、国鉄線の利用客数は急激に伸び、それにより日本の大動脈といえる東海道本線の輸送力は、数年もすれば限界に達すると予想され、同路線に並行してもう一つの東海道新線を建設することが強く望まれるようになった。
当初東海道新線は、それまでの国鉄線と同じ1,067 mm軌間を使用して、完全な別線（新線）にするか、単に東海道本線に腹付けして複々線化するかという案が有力であった。これは、在来鉄道との直通運転が可能だからである。
そんな中で1,435 mmの標準軌を使用した高速鉄道路線を建設することに決まったのは、鉄道の将来を考える上で他交通機関との競争力を高める必要があると十河信二総裁などの国鉄幹部が考えたからだと言われている。戦前に同じような目的で建設が開始されたものの中断していた「弾丸列車計画」を引き継ぐものともいえた。
そして1959年（昭和34年）4月20日に新丹那トンネルの前で十河総裁が鍬入れを行ったことで東海道新線は起工され、戦前に弾丸列車の用地買収や工事が一部で開始されていたこともあって、5年半という短期で1964年東京オリンピックを9日後に控えた1964年（昭和39年）10月1日に新線は東海道新幹線として開業した。

## ダイヤ改正の内容

### 新幹線
新幹線はこのとき開業したものの、まだ路盤が固まっていない箇所が各地に存在することから、当面徐行運転を行うことにした。具体的には当初最速列車で東京・大阪間は3時間運転を行う予定であったが、それが4時間運転になったのである。
新幹線は当初、東京駅 - 新大阪駅間の途中で名古屋駅・京都駅しか停車しない速達タイプの「ひかり」と、各駅停車である「こだま」が毎時1本ずつ設定された。全区間の所要時間は「ひかり」が4時間・「こだま」が5時間で、それまでの在来線特急「こだま」・「つばめ」などに比べて2時間半余り短縮された。
なお、翌1965年（昭和40年）11月1日のダイヤ改正で、「ひかり」は3時間10分運転、「こだま」は4時間運転と当初の目標を達成した。

### 在来線
新幹線の開業に伴い、東海道本線経由で東京 - 大阪間を結ぶ昼行特急列車は全廃されたが、東京 - 大阪間の昼行急行列車や東京 - 名古屋間の昼行準急列車は一部が削減された程度にとどまった。また東京 - 京阪神・山陽・九州間の夜行急行列車も多くが残り、東京から九州方面に向かう寝台特急に至っては、「富士」（東京駅 - 大分駅）のように新設される列車もあった。
またこの改正では山陽本線の全線電化が完成し、新大阪駅で新幹線と接続して山陽・九州方面の輸送を担う優等列車が多数設定されたほか、大阪 - 山陽・九州間の優等列車も増発された。この改正で、山陽本線に新設された列車は下記の通りである。
- 特急「つばめ」 新大阪駅 - 博多駅間（昼行）
- 特急「しおじ」 新大阪駅 - 下関駅間（昼行）
- 特急「はと」 新大阪駅 - 博多駅間（昼行）
- 特急「富士」 東京駅 - 大分駅間（夜行寝台）
- 特急「ゆうなぎ」 新大阪駅 - 宇野駅間（昼行）
- 急行「つくし」 大阪駅 - 博多駅間（昼行）
- 急行「関門」 大阪駅 - 下関駅間（昼行）

東京以北では下記のような列車が新設された。
- 特急「はくつる」 上野駅 - 青森駅間（夜行寝台）
- 特急「やまばと」 上野駅 - 山形駅間（昼行）
- 特急「おおとり」 函館駅 - 網走駅・釧路駅間（昼行）

また北陸本線でもダイヤ上では以下の2つの電車特急が新設されたものの、当初は電化が完成していなかったため運休扱いとなっており、12月25日に交直流電車初の特急用車両となる481系を使用して運行開始した。
- 特急「雷鳥」 大阪駅 - 富山駅間（昼行）
- 特急「しらさぎ」 名古屋駅 - 富山駅間（昼行）

## 改正の影響
新幹線の開通により東海道本線の輸送力不足は解消したが、それに伴う出費で国鉄収支はこの年から赤字に転落することになった。以後も山陽新幹線・東北新幹線・上越新幹線の建設や東京近郊の輸送力増強計画（通勤五方面作戦）、幹線の電化などで国鉄は出費を強いられ、財政や収支は好転することなく、1987年の国鉄分割民営化へ至った。